# 산자이 춘완쇼
《산자이 춘완쇼》는 2009년에 중국에서 방송된 오디션 프로그램이다. 춘절만회를 베낀 프로그램이라는 이유로 논란이 되었다.